# John O’Farrell
John O’Farrell (ur. 27 marca 1962) – brytyjski pisarz, prezenter i scenarzysta komediowy.
Pisarz zadebiutował w 1998 r. biograficzną książką Things Can Only Get Better: Eighteen Miserable Years in the Life of a Labour Supporter, 1979-1997, w której opisuje 18 lat swojej działalności w Partii Pracy. Pozycja w krótkim czasie stała się bestsellerem. Autor słynie także z komediowych powieści takich jak Może zawierać orzeszki (May Contain Nuts) i To jest twoje wspaniałe życie ('This Is Your Life'), przetłumaczonych na ok. 20 języków. Na polski przełożono trzy książki jego autorstwa.
Do kin ma zamiar trafić filmowa adaptacja innego bestselleru pt. Najlepsze dla mężczyzny, wydanego w 2002 r.
John O’Farrell jest autorem felietonów umieszczanych w gazetach The Independent i The Guardian, wydanych potem jako zbiór. Z przymrużeniem oka opisuje w nich problemy zarówno brytyjskiej, jak i międzynarodowej polityki. Mimo to, że pisarz ma centrolewicowe poglądy, poddawał zwartej krytyce działania Partii Pracy w kwestii Iraku.
John O’Farrell pisał wcześniej teksty z Markiem Burtonem do programów satyrycznych i audycji radiowych. Pracował w programach takich jak Have I Got News for You (gdzie później sam występował jako gość) czy też kukiełkowym teatrze Spitting Image. Jest także autorem niektórych dialogów w komedii Uciekające kurczaki (Chicken Run). W roli satyryka pisarza zatrudniał kanclerz skarbu Gordon Brown oraz premier Tony Blair. Autor został za to skrytykowany przez swojego kolegę z college'u Iana Hislopa w magazynie Private Eye.
Pisarz jest nadal aktywny politycznie. Z powodzeniem przeprowadził kampanię na rzecz nowej państwowej szkoły licealnej The Lambeth Academy w południowej części Londynu i obecnie jest dyrektorem placówki. W 2001 r. startował jako kandydat Partii Pracy w wyborach powszechnych w rodzinnym mieście Maidenhead. Deklaruje, że nie ma poważnych planów związanych z polityką. Ostatnio regularnie występuje w brytyjskich programach telewizyjnych takich jak Grumpy Old Men i Question Time.
We wrześniu 2006 r. O’Farrell uruchomił satyryczny portal internetowy NewsBiscuit .
Pisarz obecnie żyje wraz z żoną i dwojgiem dzieci w Londynie. 

## Twórczość
- 1998 - Things Can Only Get Better: Eighteen Miserable Years in the Life of a Labour Supporter, 1979-1997
- 2000 - The Best a Man Can Get (Najlepsze dla mężczyzny); polskie wydanie: 2002
- 2001 - Global Village Idiot
- 2002 - This Is Your Life (To jest twoje wspaniałe życie); polskie wydanie: 2005
- 2003 - I Blame the Scapegoats
- 2005 - May Contain Nuts (Może zawierać orzeszki); polskie wydanie: 2006
- 2007 – I Have A Bream
- 2012 - The Man Who Forgot His Wife